# Manorburn Reservoir
Das Manorburn Reservoir bildet zusammen mit dem Greenland Reservoir einen zusammenhängenden Stausee in der Region Otago auf der Südinsel von Neuseeland.

## Geographie
Der Stausee befindet sich im Hochland von Otago, rund 21 km südöstlich von Alexandra und rund 40 km westnordwestliche von Middlemarch. Das rund 1,6 km² große Gewässer des Manorburn Reservoir erstreckt sich über eine Länge von rund 3,8 km in Nordnordwest-Südsüdost-Richtung und misst an seiner breitesten Stelle rund 2,6 km. Der Wasserspiegel des Sees wird mit rund 740 m angegeben.
Das Manorburn Reservoir und das rund 1,8 km südlich liegenden Greenland Reservoir sind durch ein rund 2,3 km langes flussähnliches Verbindungsstück verbunden, dass es ermöglicht, beide Seen auf gleicher Seehöhe zu halten. Das Verbindungsstück bekam den Namen The Narrows.